# Frayssinet-le-Gélat
 Frayssinet-le-Gélat  (en occitano Fraissinet lo Gelat) es una población y comuna francesa, situada en la región de Mediodía-Pirineos, departamento de Lot, en el distrito de Cahors y cantón de Cazals.

## Demografía
| 424 | 447 | 369 | 355 | 412 | 385 |
| Para los censos de 1962 a 1999 la población legal corresponde a la población sin duplicidades (Fuente: INSEE [Consultar]) |     |     |     |     |     |